# Xã Wild Rose, Quận Burleigh, Bắc Dakota
Xã Wild Rose (tiếng Anh: Wild Rose Township) là một xã thuộc quận Burleigh, tiểu bang Bắc Dakota, Hoa Kỳ. Năm 2010, dân số của xã này là 19 người.